# Scutigera
Scutigera är ett släkte av mångfotingar som beskrevs av Jean-Baptiste Lamarck 1801. Scutigera ingår i familjen spindelfotingar.

## Bildgalleri

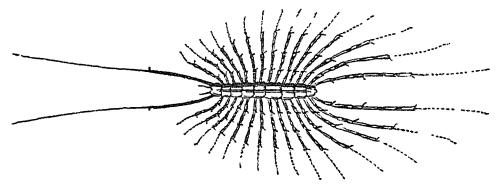
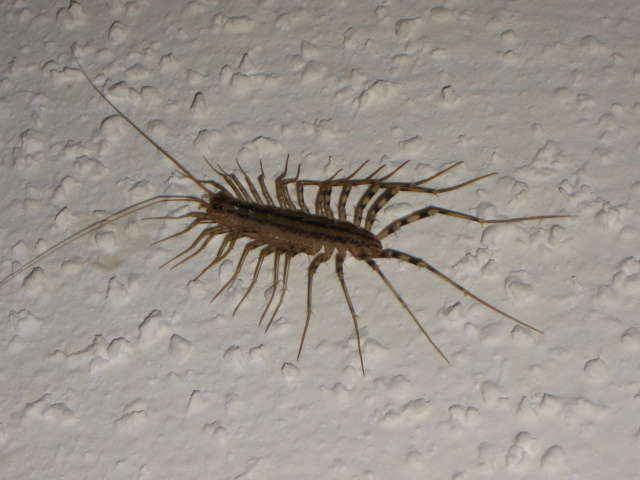
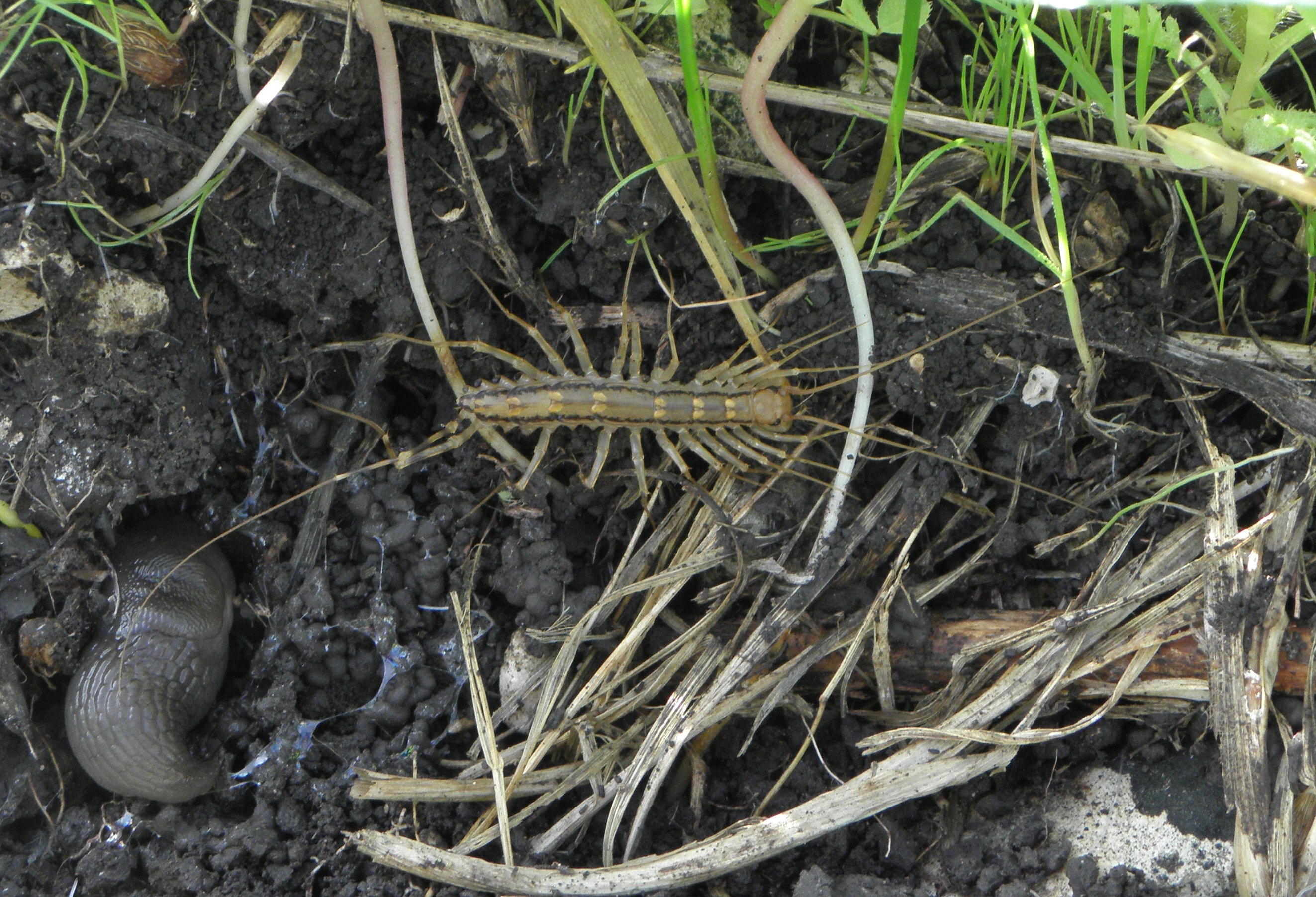
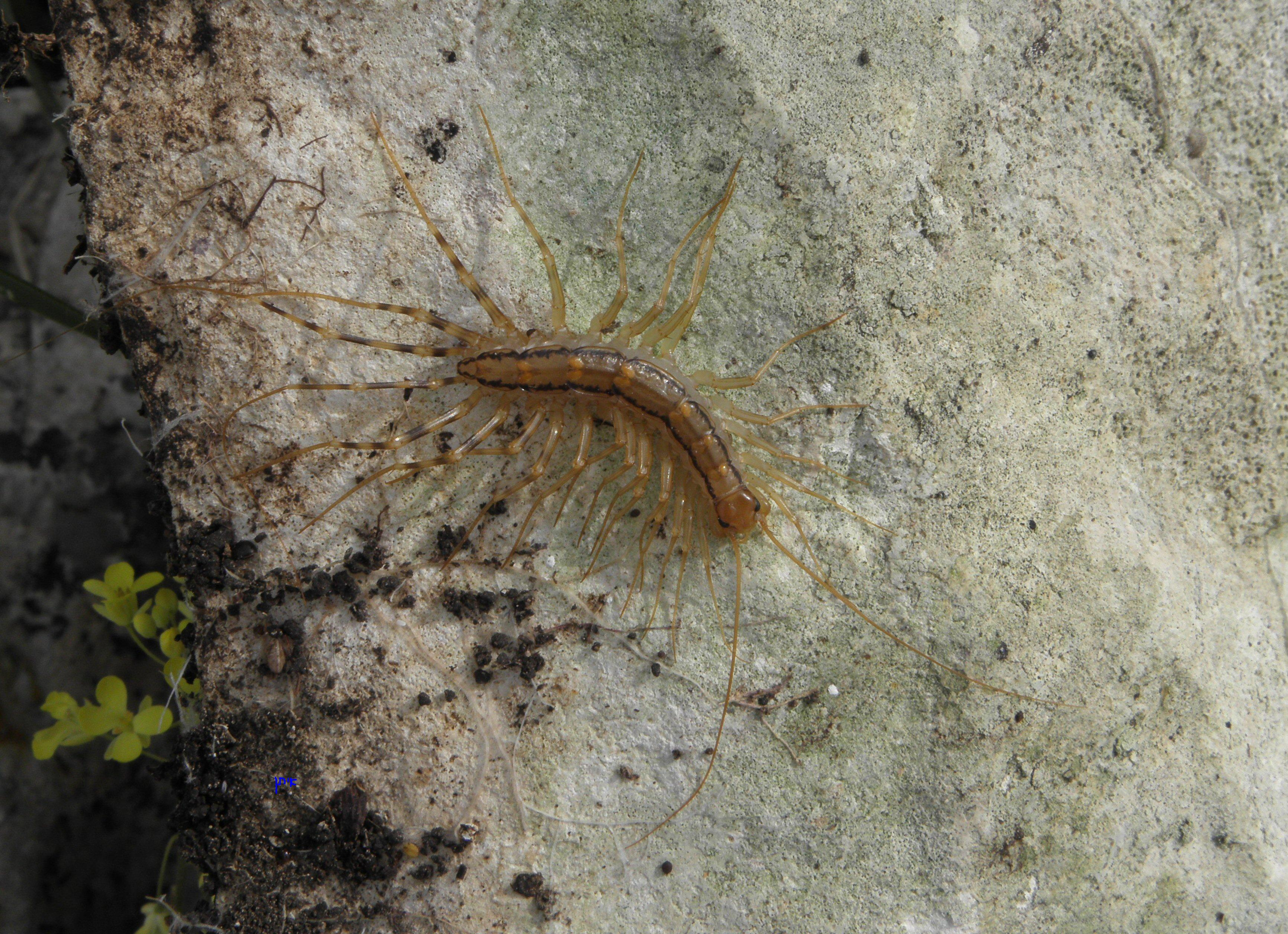
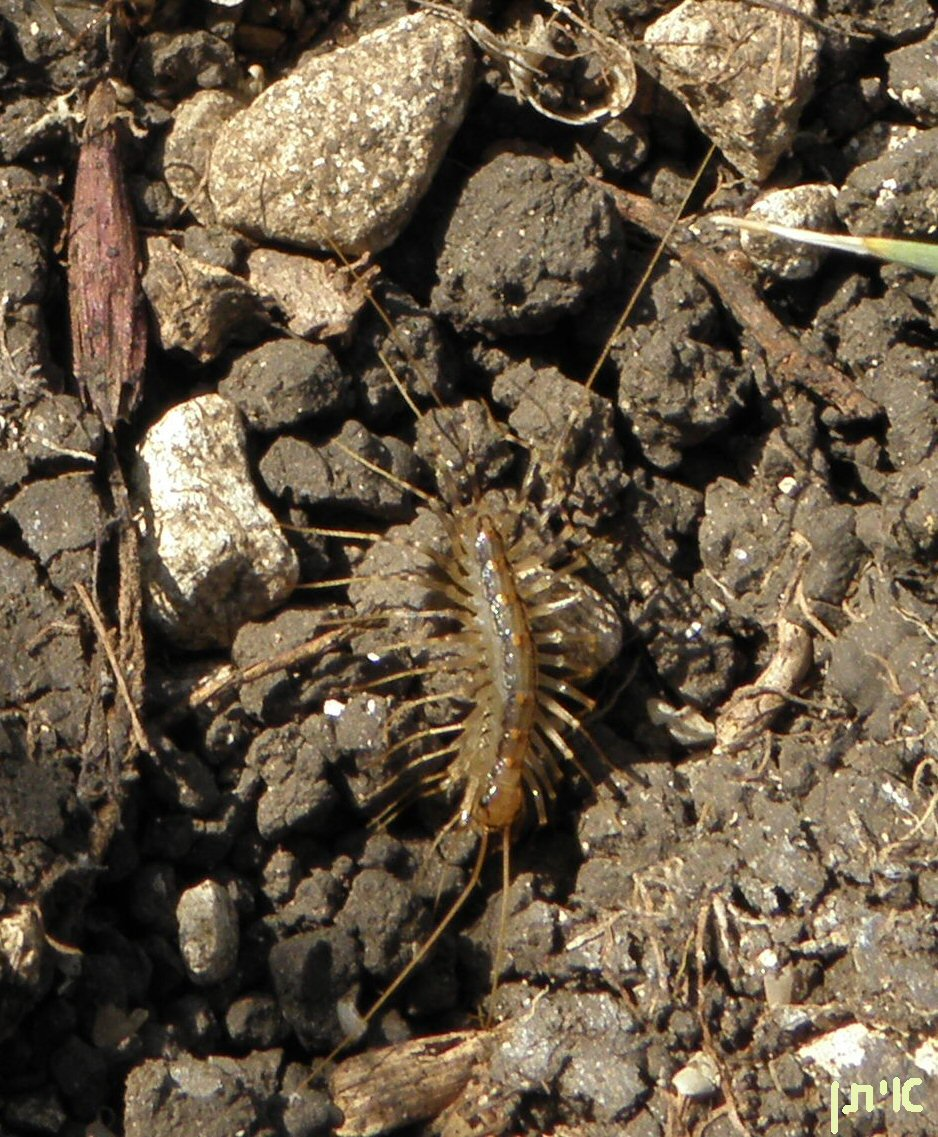

## Dottertaxa tillScutigera, i alfabetisk ordning[1][2]
- Scutigera aethiopica
- Scutigera argentina
- Scutigera asiatica
- Scutigera buda
- Scutigera carrizala
- Scutigera chichivaca
- Scutigera coleoptrata
- Scutigera complanata
- Scutigera dubia
- Scutigera fissiloba
- Scutigera flavistoma
- Scutigera hispida
- Scutigera linceci
- Scutigera longitarsis
- Scutigera marmorea
- Scutigera melanostoma
- Scutigera nossibei
- Scutigera oweni
- Scutigera oxypyga
- Scutigera parcespinosa
- Scutigera planiceps
- Scutigera poicila
- Scutigera rubrilineata
- Scutigera sanguinea
- Scutigera sinuata
- Scutigera smithii
- Scutigera tancitarona
- Scutigera tonsoris
- Scutigera virescens
- Scutigera voeltzkowi